# 邁加林區

33°11′43″N 6°05′19″E / 33.19528°N 6.08861°E
邁加林區（阿拉伯语：‎），是阿爾及利亞的行政區，位於該國東部，由瓦爾格拉省負責管轄，首府設於邁加林，面積920平方公里，2008年人口21,823，人口密度每平方公里24人。